# Tyarrpecinus
Tyarrpecinus is een uitgestorven buidelwolf die in het Mioceen op het Australische continent leefde. Het geslacht omvat één soort, T. rothi

## Fossiele vondsten
Fossielen van Tyarrpecinus zijn gevonden in de Waite-formatie bij Alcoota Station in het Noordelijk Territorium en dateren uit het Laat-Mioceen. Deze soort behoort tot de "Alcoota Local Fauna" van circa 8 miljoen jaar geleden, evenals de buidelwolf Thylacinus potens. Het holotype van Tyarrpecinus is een gedeeltelijke linker onderkaak met valse kiezen en kiezen. Daarnaast zijn geïsoleerde kiezen gevonden.

## Kenmerken
Tyarrpecinus had een geschat gewicht van 5,5 kg. Binnen de familie van de buidelwolven is Tyarrpecinus de nauwste verwant van Thylacinus, waartoe ook de moderne buidelwolf behoort. 